# Philippe Close
Pour les articles homonymes, voir Close.
Philippe Close, né le 18 mars 1971 à Namur, est un homme politique belge bruxellois, membre du Parti socialiste (PS). Le 20 juillet 2017, il succède à Yvan Mayeur comme bourgmestre de Bruxelles.

## Biographie
Philippe Close est né au sein d'une famille très proche du parti socialiste. Son père est le cousin de Jean-Louis Close et son oncle maternel Philippe Mahoux.
Il étudie le droit à l'Université libre de Bruxelles. Durant ses études, il est vice-président du cercle du libre examen. D'abord collaborateur du sénateur Roger Lallemand, chargé des matières institutionnelles, il rejoint en 1999 l'Institut Émile Vandervelde. En 2000, il devient porte-parole d'Elio Di Rupo avant de rejoindre la Ville de Bruxelles en 2001, comme directeur de cabinet du bourgmestre Freddy Thielemans.
En 2006, il est élu à la Ville de Bruxelles et devient échevin chargé du Tourisme et du Personnel. À la suite des élections du 14 octobre 2012, Philippe Close entame son second mandat à la Ville de Bruxelles. L’Échevin du Tourisme et du Personnel se voit alors également chargé des Finances de la Ville.
De décembre 2006 à mars 2012, il est aussi Président de l'office régional du Tourisme de Bruxelles, devenu "VisitBrussels" sous sa présidence. 
Philippe Close soutient le tourisme comme un secteur important de développement économique pour Bruxelles, qui comprend un potentiel important de croissance en nombre d'emplois. Dans cette optique, il soutient également le projet NEO - le projet de développement du plateau du Heysel comme principal pôle international à Bruxelles et préside l'asbl Brussels Expo. 
Philippe Close est également à l'origine du développement du tourisme événementiel, avec la création de l'organe événementiel bruxellois Brussels Major Events (BME), et de la création d'événements tels que Bruxelles-les-Bains, Plaisirs d'Hiver et Brussels Summer Festival.
En 2009, Philippe Close devient également député bruxellois et suit les matières d'Infrastructure et de Santé et est ensuite désigné chef de groupe.
En juillet 2017, Philippe Close devient bourgmestre de Bruxelles à la suite de la démission d'Yvan Mayeur englué dans le scandale du Samusocial.
Le 14 octobre 2018, Philippe Close est élu Bourgmestre de la Ville de Bruxelles avec 8 501 voix de préférence.

## Fonctions politiques
- 2006-2017 : Échevin à Bruxelles
- Membre du Parlement de la Région de Bruxelles-Capitale depuis le 23 juin 2009
- 2017 - : Bourgmestre de la Ville de Bruxelles
- 2019 - : Vice - Président du Parti socialiste

## Critiques
Le 7 juin 2020, lors de la pandémie Covid-19, Philippe Close autorise une manifestation en hommage à George Floyd à Bruxelles, créant une polémique en raison du contexte sanitaire et du nombre de manifestants présents.
Le 1er mai 2021, Philippe Close décide de recourir à la police antiémeute pour faire évacuer le Bois de la Cambre, où se tient un rassemblement largement pacifique mais qui n'a pas été autorisé (2 000 personnes selon les organisateurs, 600 selon Philippe Close), ce qui entraîne plus de 120 arrestations et une quinzaine de blessés parmi les participants. Il ordonne à la police de disperser les participants, notamment avec des chevaux et des auto-pompes. Des drones et un hélicoptère seront également utilisés. Le motif invoqué par la police est le non-respect des mesures COVID. Les mesures sont d'abord jugées dépourvues de base légale par le tribunal de première instance de Bruxelles le 31 mars 2021 à la suite d'un recours introduit par la ligue des droits humains, mais le jugement est réformé en appel le 7 juin 2021.